# Jean Tobler
Pour les articles homonymes, voir Tobler.
Jean Tobler, né Johann Jakob Tobler en 1830 en Appenzell et mort en 1905, est un chocolatier suisse. 

## Biographie
Après avoir appris son métier à Saint-Gall, Dresde et Paris jusqu'en 1855, il ouvre son premier commerce de chocolat, appelé Confiserie Spéciale à Berne en 1867.
Ce n'est qu'en 1899 qu'il fonde à la Länggasse (de) à Berne sa propre fabrique appelée « Fabrique de Chocolat de Berne, Tobler & Cie », en association avec son fils Theodor (1876-1941). Ce dernier, associé à son cousin, Emil Baumann, lancera quelques années plus tard le Toblerone. L'usine est agrandie en 1932-1933 par les architectes W. et H. Eichenberger, puis complétée dans les années 1950 d'une nouvelle aile donnant sur le Lerchenweg.
Désaffectée, l'usine Tobler a été acquise par le canton de Berne en 1982, qui y a installé l'université, dite Uni Tobler. Cette réaffectation inaugurée en 1993 et due au collectif d'architectes Clémençon, Herren et Roost, a été récompensée du Prix Wakker en 1997.